# Leucocintractia pachyderma
Leucocintractia pachyderma är en svampart som först beskrevs av Hans Sydow, och fick sitt nu gällande namn av M. Piepenbr. 2000. Leucocintractia pachyderma ingår i släktet Leucocintractia och familjen Anthracoideaceae.   Inga underarter finns listade i Catalogue of Life.